# Alia Guagni
Alia Guagni (* 1. Oktober 1987 in Florenz) ist eine italienische Fußballspielerin. Seit dem 12. August 2024 ist sie Vertragsspielerin der Frauenfußballabteilung von Como 1907. Seit 2007 ist sie zudem  A-Nationalspielerin.

## Karriere

### Vereine
Alia Guagni begann ihre Karriere 2002 bei der ACF Firenze. Ab 2015 spielte sie dann für die AC Florenz, der die Lizenz von Firenze übernahm. Im Jahr 2020 wechselte sie zu Atlético Madrid. 2022 wurde sie von der AC Mailand verpflichtet. Im Mai 2023 wurde die Vertragslaufzeit bis zum 30. Juni 2024 ausgedehnt. Nach zwei Saisonen, in denen sie ein Tor in 41 Punktspielen erzielte, wurde sie zur Saison 2024/25 von Como 1907 verpflichtet.

### Nationalmannschaft
Guagni spielte zunächst für die italienische U-19-Mannschaft und U-20-Mannschaft. Bei einem Freundschaftsspiel gegen die Niederlande am 21. Februar 2007 spielte sie erstmals für die italienische Nationalmannschaft. Bei der Fußball-Europameisterschaft der Frauen 2009 kam sie in zwei Gruppenspielen zum Einsatz, wobei sie jeweils erst im Laufe des Spiels eingewechselt wurde. Mit der Nationalmannschaft nahm sie am Zypern-Cup 2015, 2018 und 2019 teil. Bei der Fußball-Europameisterschaft der Frauen 2017 spielte sie in allen drei Gruppenspielen von Beginn an. Auch bei der Fußball-Weltmeisterschaft der Frauen 2019 kam sie in allen drei Gruppenspielen sowie im Achtel- und Viertelfinale jeweils von Beginn an zum Einsatz.

## Erfolge
Florenz
- Serie A: 2016/17
- Coppa Italia: 2016/17, 2017/18
- Supercoppa Italiana: 2018

Atlético Madrid
- Supercopa de España: 2021

Individuell
- Fußballerin des Jahres der Serie A: 2017,[7] 2018[8]
- Team des Jahres der Serie A: 2019, 2020